# Guerreiros (canção)
"Guerreiros" é uma canção do grupo de música pop brasileiro Dominó, incluída em seu álbum autointitulado de 1986.
A faixa foi lançada como primeira música de trabalho de Dominó, após terem alcançado sucessos radiofônicos com singles de seu álbum anterior, que naquela época já tinha vendido mais de 350 mil cópias no Brasil.
A letra e a música são composições inéditas de José Luis Perales, cantor e compositor espanhol de música romântica, bastante popular no mercado latino de música. Segundo o jornal Luta Democrática, a música é "um hino de força e encorajamento, que compara a luta pela vida com a garra dos jogadores de futebol em busca de seu ideal".
No mesmo ano de seu lançamento, foi escolhida como tema de uma propaganda da Caixa Econômica Federal e apresentada para o público como um "hino jovem" para a seleção brasileira na Copa do Mundo FIFA de 1986, que ocorreu no México. Para tanto, foi feito um videoclipe promocional que, de acordo como o jornal O Fluminense, com apenas 20 dias de lançado, foi exibido 702 vezes nas emissoras de TV das principais capitais brasileiras, o que significa mais de 30 exibições diárias.
Como forma de divulgação, foi cantada em shows ao vivo e em programas de TV, entre os quais está um especial intitulado Dominó que foi exibido na Rede Bandeirantes. Um videoclipe sem menções a Caixa Econômica Federal foi feito para a música e distribuído nos canais de televisão.
A mídia e os críticos de música tiveram opiniões divergentes. Edgard Augusto, do Diário do Pará, fez uma resenha para o álbum Dominó (86) e escreveu que considerar "Guerreiros" como um "hino jovem para a seleção brasileira" era "um cúmulo", uma vez que a canção tinha um "ritmo marcial" que em nada lembrava o espírito do futebol.
Comercialmente, tornou-se um sucesso nas rádios brasileiras.

## Lista de faixas
- Créditos adaptados do single de "Guerreiros".[14]

### Single 12"
Lado A
| N.º | Título       | Compositor(es)                             | Duração |  |
| 1.  | "Guerreiros" | José Luis Perales , versão de Edgard Poças |         |  |

Lado B
| N.º | Título       | Compositor(es)                            | Duração |  |
| 1.  | "Guerreiros" | José Luis Perales, versão de Edgard Poças |         |  |